# 나주 심향사 건칠아미타여래좌상
나주 심향사 건칠아미타여래좌상(羅州 尋香寺 乾漆 阿彌陀如來坐像)은 대한민국 전라남도 나주시 심향사에 있는 고려시대의 불상이다. 2008년 3월 12일 대한민국의 보물 제1544호로 지정되었다.

## 개요
전라남도 나주시 대호동 심향사(尋香寺)에 모셔진 건칠불상이다. 건칠불이란 나무로 속을 만들어 삼베를 감고 그 위에 진흙가루를 발라 묻힌 다음 속을 빼내버린 불상을 말한다.
머리는 몸체에 비해 큰 편이며, 얼굴은 평면적이면서도 근엄한 인상을 준다. 체구는 듬직하고 균형 잡힌 편이지만, 전체적으로 앞으로 숙인 자세라서 다소 움츠러든 느낌이다.
옷은 양 어깨에 걸쳐 입고 있는데 왼쪽 어깨 뒤로는 지그재그형의 옷자락을 늘어뜨리고 있다. 앞가슴으로 자연스럽게 내려온 옷자락은 오른쪽 팔꿈치 뒤편에서 부채살 모양과 같이 말려진 옷주름을 만들고 있다. 이러한 옷주름의 표현은 모두 고려 후기 불상들의 특징과 비슷하여 불상이 만들어진 연대를 짐작할 수 있게 한다.
불상의 밑바닥에는 불상에 금칠을 한 기록과 불상 속에 복장물을 넣은 기록이 적혀 있다. 건칠불은 고려말 조선초에 상당히 많이 만들어진 것으로 생각되지만 현재 남아있는 예가 많지 않아서 이 불상은 고려 후기 건칠불상의 중요한 예로 손꼽히고 있다.

## 보물 승격사유
이 불상은 고려말 조선초에 특히 많이 조성된 건칠불상 중 하나이며, 점토나 석고로 만든 원형을 제거한 탈활(脫活) 건칠 기법으로 제작되었다. 고려후기 불상의 특징인 이국적이면서도 단엄한 얼굴표정을 지니고 있으며, 왼쪽 어깨 위에 부채살처럼 흘러내린 세밀한 잔주름은 13세기 후반에 조성된 《개운사 목조아미타여래좌상》(1276년), 《화성 봉림사 목조아미타불좌상》(1362년 이전) 등에서도 확인되는 공통된 특징이다.
나주 지역에서는 이 불상 외에도 불회사와 죽림사 등 여말선초에 조성된 건칠불이 전하고 있는 데, 그 중에서도 조형적 완성도가 가장 높다. 더욱이 이 불상은 현재 알려진 건칠불 중 가장 이른 시기에 속하는 작품 중 하나로 중요성을 지닌다.

## 같이 보기
- 심향사

## 참고 자료
- 나주 심향사 건칠아미타여래좌상 - 국가유산청 국가유산포털